# Farre (Favrskov Kommune)
 For alternative betydninger, se Farre. (Se også artikler, som begynder med Farre)
Farre er en by i Østjylland med 295 indbyggere  (2024), beliggende 5 km syd for Hammel, 21 km øst for Silkeborg, 25 km nordvest for Aarhus og 19 km sydvest for kommunesædet Hinnerup. Byen hører til Favrskov Kommune og ligger i Region Midtjylland.
Farre hører til Sporup Sogn og er sognets eneste by. Sporup Kirke ligger i landsbyen Sporup 2 km nordvest for Farre.

## Faciliteter
Farre Forsamlingshus blev bygget i 1905. Det har service, borde og stole til 100 personer.

## Historie
I 1906 beskrives Farre således: "Farre (1460: Fardow), ved Landevejen, med Skole, Fællesmejeri (Høgholm) og 2 Købmandshdlr.;" Målebordsbladet fra 1800-tallet viser også mølle og smedje, det fra 1900-tallet viser desuden et vandværk.

### Jernbanen
Aarhus-Hammel-Thorsø Jernbane (1902-56) oprettede 1. oktober 1925 Farrevejen trinbræt, hvor banen krydsede vejen mellem Farre og Sporup. For de få huse omkring Sporup kirke var dette trinbræt også nærmere end den ensomt beliggende Sporup station længere mod syd. Man kan stadig se banetracéet både nord og syd for trinbrættet, men det er tilgroet og utilgængeligt.